# Tanah Merah (Badar)
Tanah Merah is een bestuurslaag in het regentschap Aceh Tenggara van de provincie Atjeh, Indonesië. Tanah Merah telt 620 inwoners (volkstelling 2010).